# Nicolas Bion

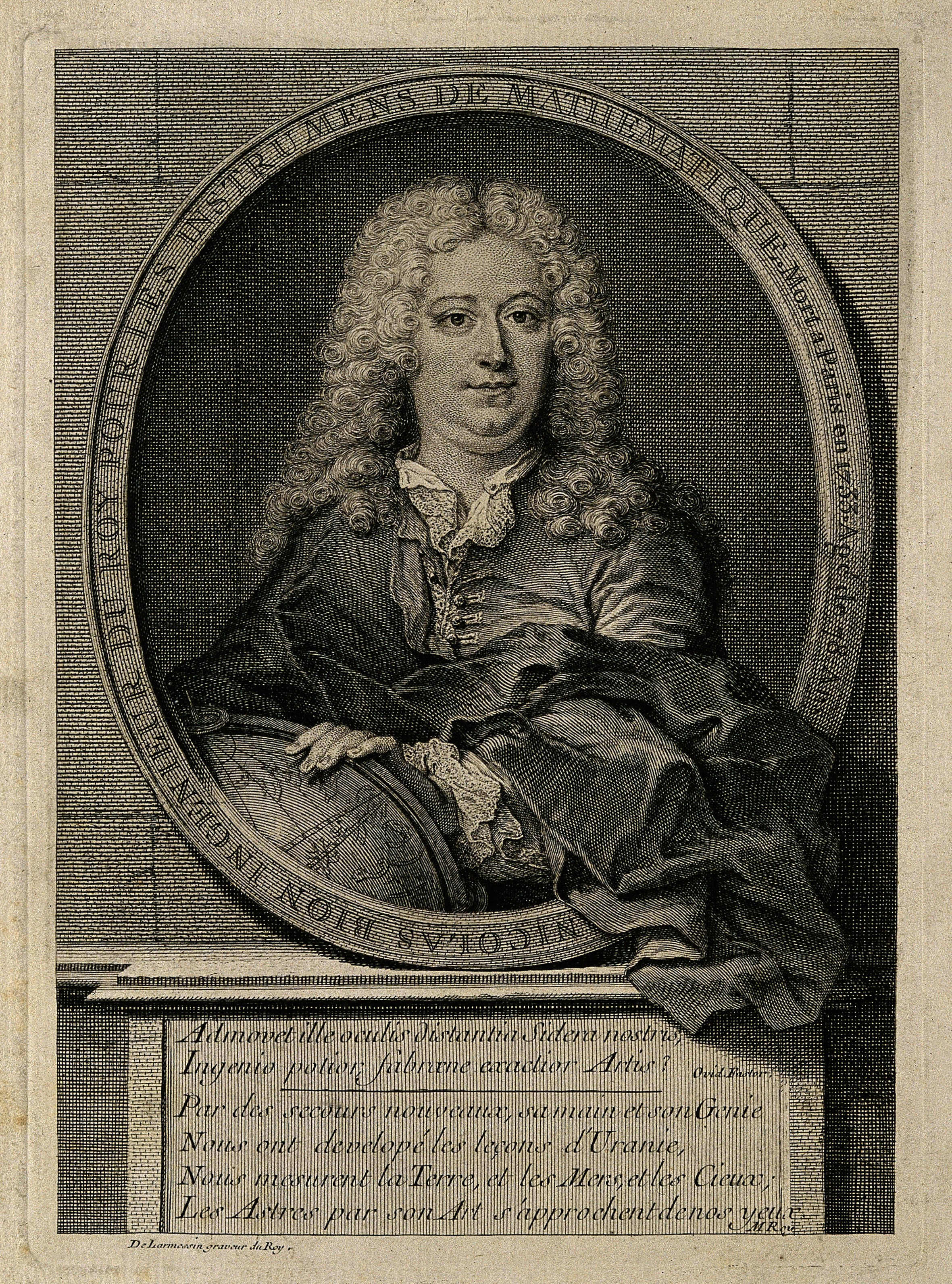
Nicolas Bion
Kupferstich von Nicolas IV de Larmessin (1684–1755)

Nicolas Bion (* 1652 (oder 1655); † 1733 in Paris) war ein französischer Hersteller von Globen und mathematischen Instrumenten sowie Verfasser wissenschaftlicher Bücher. Er wurde unter Ludwig XIV. zum Ingénieur du Roy pour les instrumens de mathématique (Königlicher Ingenieur für die mathematischen Instrumente) ernannt.

## Leben
Über Bions Herkunft und Jugend ist nichts bekannt. Sein in vielen Quellen angegebenes Geburtsjahr wurde aus seinem 1752 veröffentlichten Porträt abgeleitet, wonach er 1733 im Alter von 81 Jahren gestorben sei. Andere, weitgehend gleiche Porträts nennen ein Alter von 78 Jahren.
Wahrscheinlich ging er bei der Corporation des Fondeurs (Gilde der Gießer) in die Lehre, also der Handwerker, die Kupfer, Zinn und Messing gossen und bearbeiteten. 1678 heiratete er Catherine Malafaire, mit der er zwischen 1681 und 1698 zehn Kinder hatte.
Er scheint sich früh auf die Herstellung mathematischer Instrumente spezialisiert zu haben. Dazu betrieb er eine Werkstatt und ein Geschäft in Paris auf der Île de la Cité am Quai de l’Horloge. 1688 wird er erstmals im Journal des Sçavans genannt: Ein von J. B. Tarragon erfundenes Zeichengerät zur Dreiteilung von Winkeln konnte bei Bion erworben werden. Bion hat dort die unterschiedlichsten mathematischen Instrumente aus Messing angefertigt, vom einfachen Zirkel über Winkelmesser, Taschen-Sonnenuhren bis zu Astrolabien, Armillarsphären, Quadranten und Globen, die er nach den Angaben von Giovanni Domenico Cassini, dem Leiter des Pariser Observatoriums, sowie von Philippe de La Hire und anderen Mitgliedern der Académie Royale des sciences gefertigt hatte.
Daneben veröffentlichte er zwischen 1699 und 1709 fünf umfangreiche Werke über Globen, Astrolabien und mathematische Instrumente, mit denen er Marktlücken füllte und sein Geschäft förderte. Die Werke über Globen und Instrumente erschienen in mehreren Auflagen und wurden ins Englische und ins Deutsche übersetzt, wobei auch die Übersetzungen in mehreren Auflagen erschienen.
Sein mit diesen Veröffentlichungen verbundenes Geschäft als Instrumentenbauer und -händler war überaus erfolgreich. Er erhielt den Ehrentitel des Ingénieur du Roy pour les instrumens de mathématique. Zu seinen Kunden zählte auch Peter der Große, der sein Geschäft 1717 während seiner Paris-Reise besuchte.
1731 übertrug Bion sein Geschäft auf seinen Sohn Jean Baptiste Nicolas Bion, der es bis 1770 weiterführte. Der Vater zog sich mit seiner Frau in eine Wohnung im ersten Stock des Anwesens am Quai de l’Horloge zurück. Bei seinem Tod 1733 hinterließ er ein geschätztes Vermögen von 66.000 Livres, das in erster Linie aus drei Häusern in Paris und einem auf dem Land bestand.

## Schriften
- L’Usage des globes célestes et terrestres, et des sphères, suivant les différens systèmes du monde. Précédé d’un Traité de Cosmographie... par le Sr Bion. Chez l’auteur, L. d’Houry, J. Boudot, Paris 1699 (Volltext in der Google-Buchsuche)
  - L’Usage des globes célestes et terrestres, et des sphères, suivant les différens systèmes du monde; Précédé d’un Traité de Cosmographie. Recüeillis par le Sieur Sion ... In: Description de tout l’Univers, par Mrs. Sanson Père et Fils et Bion. Le tout à l’usage de son Altesse, Monseigneur le Prince Electoral de Brandebourg. François Halma, Amsterdam 1700 (nicht autorisierte Ausgabe), (Volltext in der Google-Buchsuche)
  - 2. Aufl., Laurent d’Houry, Jean Boudet, Paris 1703 (Digitalisat auf Gallica)
  - 3. Aufl., La Veuve de Jean Boudot, Jacques Collombat, Paris 1710 (Digitalisat auf Gallica)
  - 4. Aufl., Chez la Veuve de Jean Boudot, Etienne Ganeau, Claude Robustel, Laurent Rondet, Paris 1717
  - 5. Aufl., Chez Michel Brunet, Etienne Ganeau, Claude Robustel, Paris 1728
  - Dernière édition, Chez Jacques Guérin, Paris 1731
  - 6. Aufl., Chez Jacques Guérin, Nyon fils, Paris 1751 (Digitalisat auf Gallica)
  - Deutsche Übersetzung der 4. Auflage: D. Christian Philippe Berger: Des Hern Bions, Königlichen Französischen Ingenieurs, Abhandlung Von der Welt=Beschreibung Und dem Gebrauch derer Himmels= und Erd=Kugeln, auch Sphaeren Nach denen verschiedenen Welt=Verfassungen. Bey Johann Henrich Meyer, Lemgo 1736 (Volltext in der Google-Buchsuche)
- L’usage des astrolabes, tant Universels que Particuliers. Laurent d’Houry, Jean Boudot, Paris 1702 (Digitalisat auf Gallica)
- Description de la sphère, et des globes. Dédiez et présentez à Monseigneur le Dauphin. Paris 1704 (Digitalisat auf Gallica)
- Description et usage du planisphère céleste nouvellement construit, suivant les dernieres observations de MM. de l’Academie Royale des Sciences. Eigenverlag, Paris 1708 (Digitalisat auf Gallica)
- Traité de la construction et des principaux usages des instrumens de mathematique. La Veuve de Jean Boudot, Jacques Collombat, Jean Boudot fils, Paris 1709 (Digitalisat auf Gallica)
  - 2. Aufl., Chez La Veuve Boudot, Etienne Ganeau, Claude Robustel, Laurent Rondet, Paris 1716 (Volltext in der Google-Buchsuche)
  - (Nouvelle edition, revue, corrigée & augmentée)
P. Husson, T. Johnson, P. Gosse, J. Swart, H. Scheurleer, J. van Duren, R. Alberts, C. le Vier, F. Boucquet, Den Haag 1723 (Volltext in der Google-Buchsuche) (Raubdruck)
  - 3. Aufl., Michel Brunet, Etienne Ganeau, Claude Robustel, Charles Osmont, Paris 1725 (Volltext in der Google-Buchsuche)
  - 4. Aufl., Charles-Antoine Jombert, Nion fils, Paris 1752 (Volltext in der Google-Buchsuche)
4. Aufl., Charles-Antoine Jombert, Nion fils, Paris 1752  (auf archive.org)
  - Johann Gabriel Doppelmayr: Nicolai Bion, Berühmten Königl. Französis. Mathematici &c. Neu=eröffnete Mathematische Werck=Schule Oder Gründliche Anweisung/ Wie die mathematische Instrumenten ... zu verfertigen ... sind ... Frankfurt und Leipzig 1712
  - (eine weitere Ausgabe) Peter Conrad Monath, Leipzig 1713
  - 2. Aufl., samt einem Anhang, in welchem noch verschiedene Instrumenta, absonderlich die zur Geometrie und Perspectiv dienen ... erkläret werden. Peter Conrad Monath, Nürnberg 1717 (https://doi.org/10.3931/e-rara-3626)
  - Dritte Eröffnung der neuen Mathematischen Werck=Schule ... (mit einem weiteren Anhang), Peter Conrad Monath, Nürnberg 1721
  - 3. Aufl. mit beiden Anhängen, Peter Conrad Monath, Nürnberg 1726
  - Weitere Eröffnung ... Peter Conrad Monath, Nürnberg 1727
  - 4. Aufl., ... Aus dem Französischen in das Teutsche übersetzet, und nach der neu-verbesserten Französischen Edition, Bey dieser Vierdten Auflage vermehret, von Johann Gabriel Doppelmayr, P.P. Peter Conrad Monath, Nürnberg 1741
  - 5. Aufl., Peter Conrad Monath, Nürnberg 1765
  - Edmund Stone: The Construction and Principal Uses of Mathematical Instruments, Translated from the French of M. Bion ..., To which was Added, The Construction and Uses of such Instruments as are omitted by M. Bion; particularly of those invented or improved by the English. London 1723
  - 2. Aufl., Holland Press, London 1758